# 6274 Taizaburo
6274 Taizaburo este un asteroid din centura principală de asteroizi.

## Descriere
6274 Taizaburo este un asteroid din centura principală de asteroizi. A fost descoperit pe 23 martie 1992 la Kitami de Kin Endate și Kazuro Watanabe. El prezintă o orbită caracterizată de o semiaxă mare de 2,15 ua, o excentricitate de 0,12 și o înclinație de 3,9° în raport cu ecliptica.